# Pfarrkirche Zell am Ziller

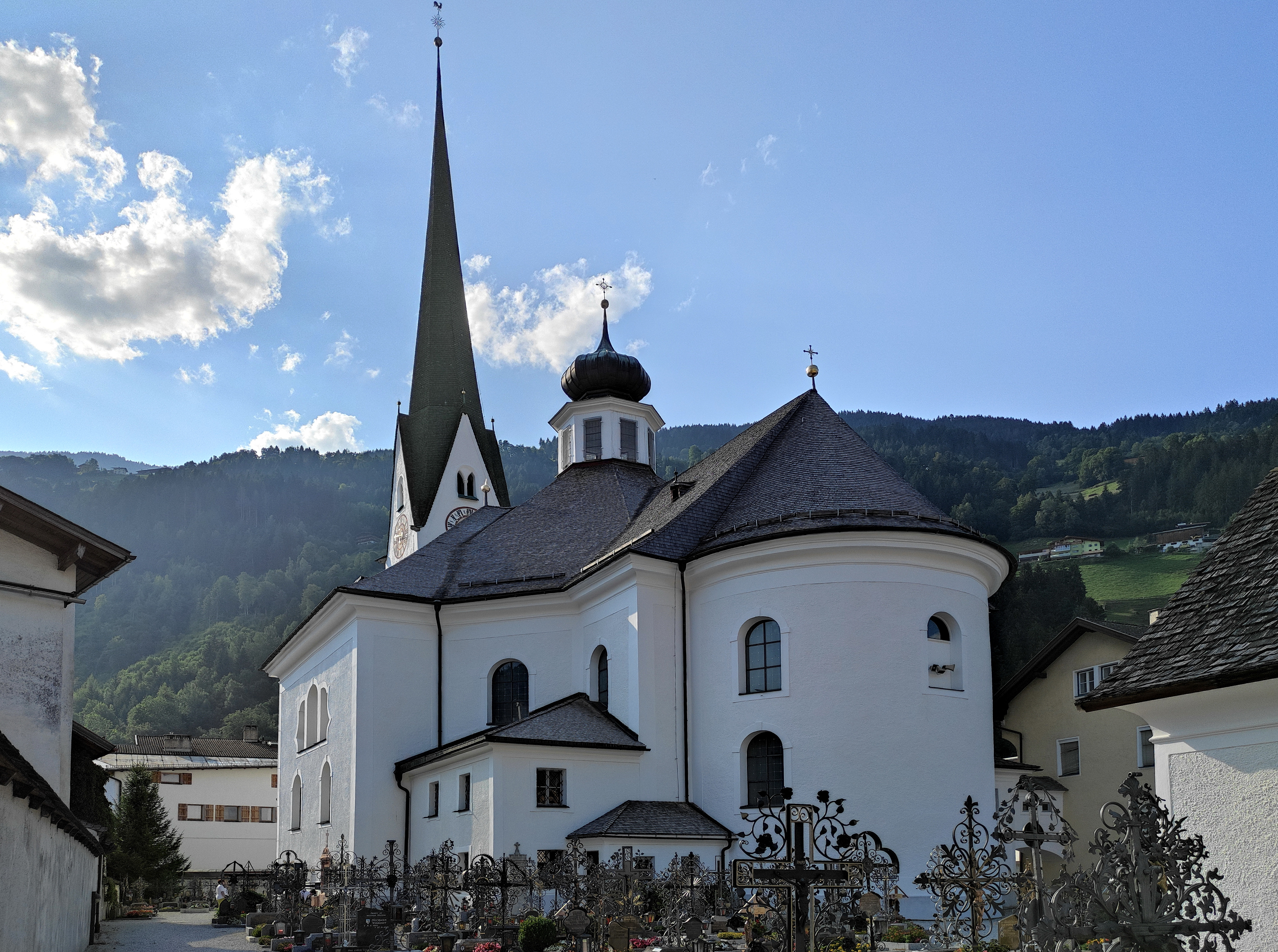
Kath. Pfarrkirche hl. Veit in Zell am Ziller

Die römisch-katholische Pfarrkirche Zell am Ziller steht mitten in der Gemeinde Zell am Ziller im Bezirk Schwaz in Tirol. Sie ist dem heiligen Vitus geweiht und gehört zum Dekanat Zell am Ziller in der Erzdiözese Salzburg. Die Kirche steht unter Denkmalschutz (Listeneintrag).

## Lagebeschreibung
Die Pfarrkirche steht im Ortszentrum und ist von einem Friedhof umgeben.

## Geschichte
Die Urpfarre wird 1187 erstmals urkundlich erwähnt. 1304 scheint die Pfarre Zell am Ziller urkundlich auf. Seit 1674 ist die Pfarre Sitz des Dekanates Zell am Ziller. Vom 1511 fertiggestellten Kirchenbau ist noch der Kirchturm mit Spitzhelm erhalten. In den Jahren 1772 bis 1778 wurde die Kirche nach Plänen von Wolfgang Hagenauer durch Andreas Hueber neu errichtet.

## Kirchenbau
Kirchenäußeres

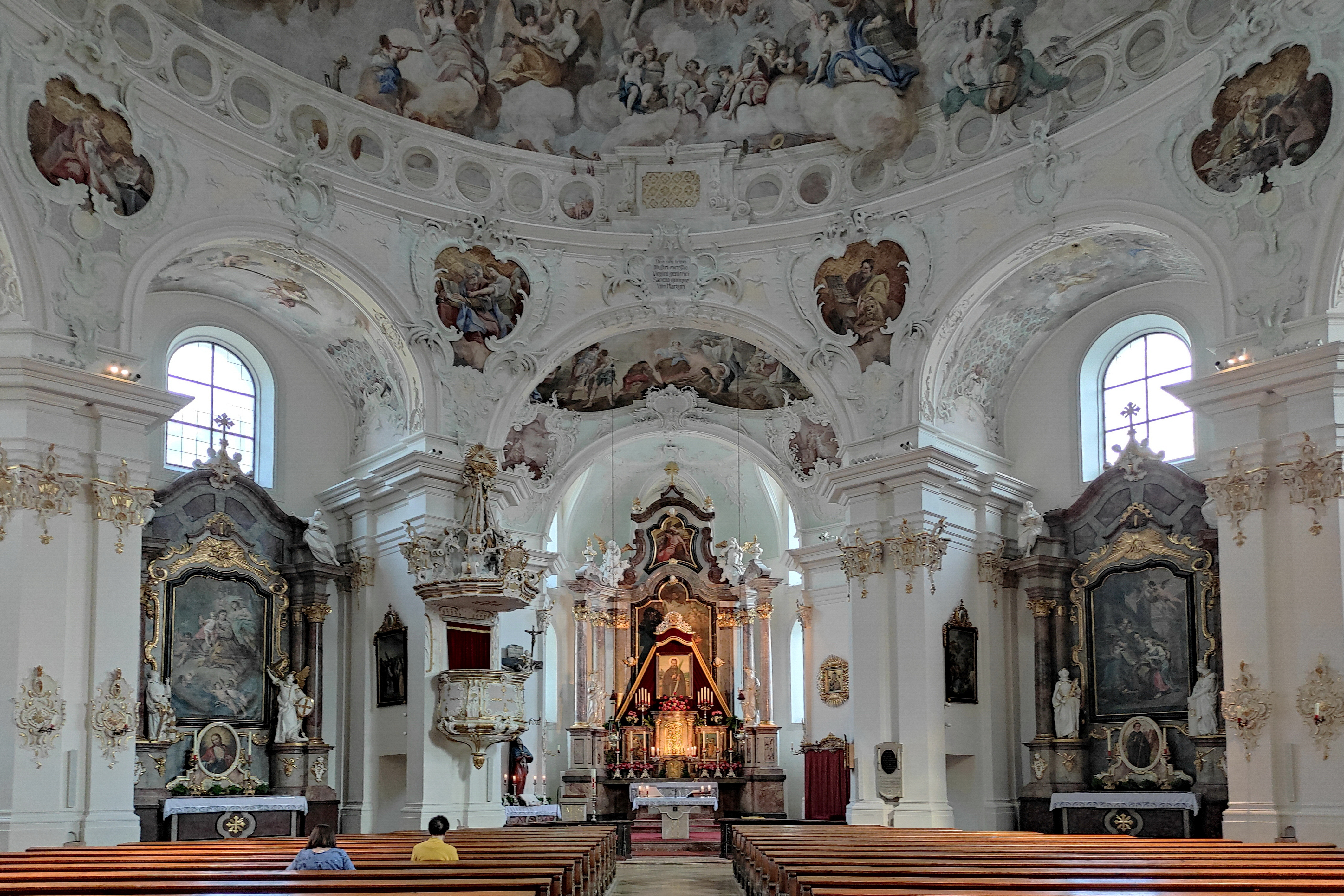
Kath. Pfarrkirche hl. Veit: Innenraum

Die katholische Pfarrkirche St. Veit in Zell am Ziller ist ein barocker Zentralbau mit gotischem Turm. Die verputzten Außenwände sind bis auf die Fensterrahmungen ungegliedert. 
Kircheninneres
Der Grundriss ist dreiteilig: querrechteckige Vorhalle (zugleich Turmerdgeschoß), achteckiger Hauptraum mit Rundkuppel und tiefen Nischen, quadratischer Chor mit Flachkuppel und halbkreisförmiger Apsis. Die Fenster sind rundbogig und die Oberlichten geschweift. Die Wände sind durch Doppelpilaster gegliedert und mit Rocaille-Stuck verziert.
Das Kuppelfresko weist ein gemaltes Marmorgeländer auf. Es zeigt die Verehrung der Dreifaltigkeit durch Vertreter des Alten und Neuen Testaments. Es wurde von Franz Anton Zeiller im Jahr 1779 gemalt und ist eines der Hauptwerke dieses Malers. Über dem Chor ist ein Fresko, das die „Marter des heiligen Veit“ zeigt. Im Oktogon in der Laterne sind die vier Kirchenväter und Engel dargestellt.

## Ausstattung

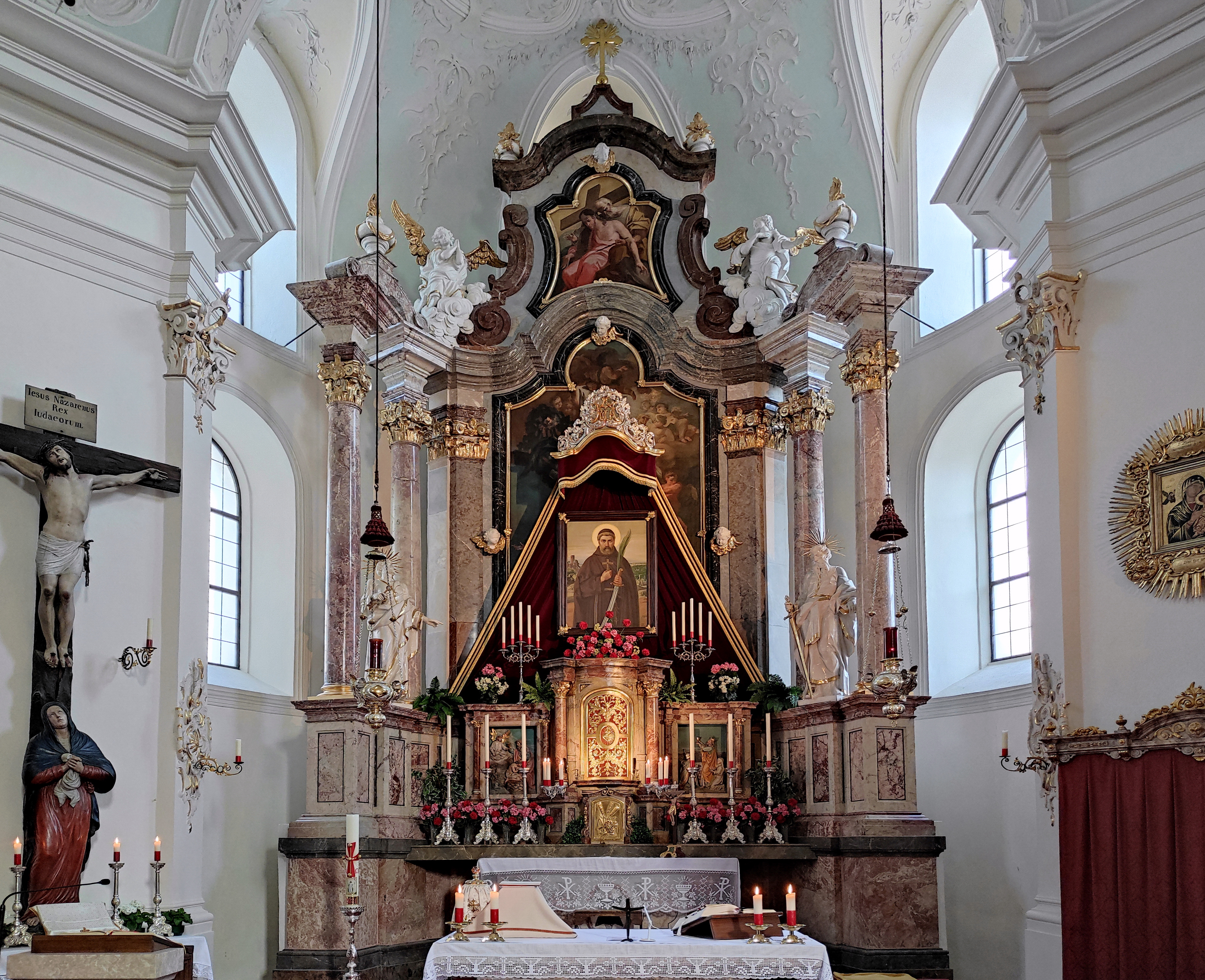
Kath. Pfarrkirche hl. Veit: Hochaltar

Der Hochaltar ist ein barocker Säulenaltar. Das Altarbild zeigt die „Glorie des heiligen Veit“ und wurde von Franz Anton Zeiller im Jahr 1779 gemalt. Das Altarbild wird von Figuren der Heiligen Petrus und Paulus flankiert. Diese werden Franz Xaver Nissl zugeschrieben. Das Altarbild des Annen-Altares zeigt die heilige Anna  und wurde von Franz Anton Zeiller gemalt. Die Figuren der Heiligen Ursula und Barbara und werden ebenfalls Franz Xaver Nissl zugeschrieben. Das Altarbild des Magdalenenaltars stellt die heilige Maria Magdalena dar, ebenfalls von Franz Anton Zeiller. Die flankierenden Figuren stellen den heiligen Dominikus und die heilige Katharina dar. Sie werden dem Abt Peter II. Schmid von Wettingen zugeschrieben. Das Altarbild des Antoniusaltars zeigt den gleichnamigen Heiligen vor Maria mit Kind. Es stammt von Franz Anton Zeiller Es wird von Figuren der Heiligen Leonhard und Antonius flankiert, die von Abt Peter II. Schmid stammen. Auch auf dem Sebastiansaltar ist ein Bild vom Franz Anton Zeiller. Die flankierenden Figuren der Heiligen Florian und Georg stammen aus der Zeit um 1730/1740. Auf dem Marienaltar steht eine Figur der heiligen Maria mit Kind aus der Zeit um 1680. Die Figur wird von Statuen der heiligen Anna und des heiligen Joachim. Die Figuren aus der Zeit um 1775 werden Josef Götsch zugeschrieben. Auf dem Josefsaltar ist ein Bild des heiligen Josef von Franz Anton Zeiller. Die Figuren der Heiligen Michael und Katharina von Siena werden Franz Xaver Nissl zugeschrieben. Doe Kanzel wurde 1775 von Andre Hueber geschaffen. Die Kreuzigungsgruppe mit Schmerzhafter Maria wird Franz Serafikus Nissl zugeschrieben und um 1820 geschaffen. Der achteckige Taufstein entstand um 1500. In der Vorhalle befindet sich ein Fresko der „Kreuztragung“ von 1515. 

## Orgel
Die Orgel wurde 1966 von Reinisch-Pirchner gebaut.

## Glocke
Die Glocke wurde von Joseph Grassmair gegossen.